# Lista rezervațiilor naturale din județul Iași

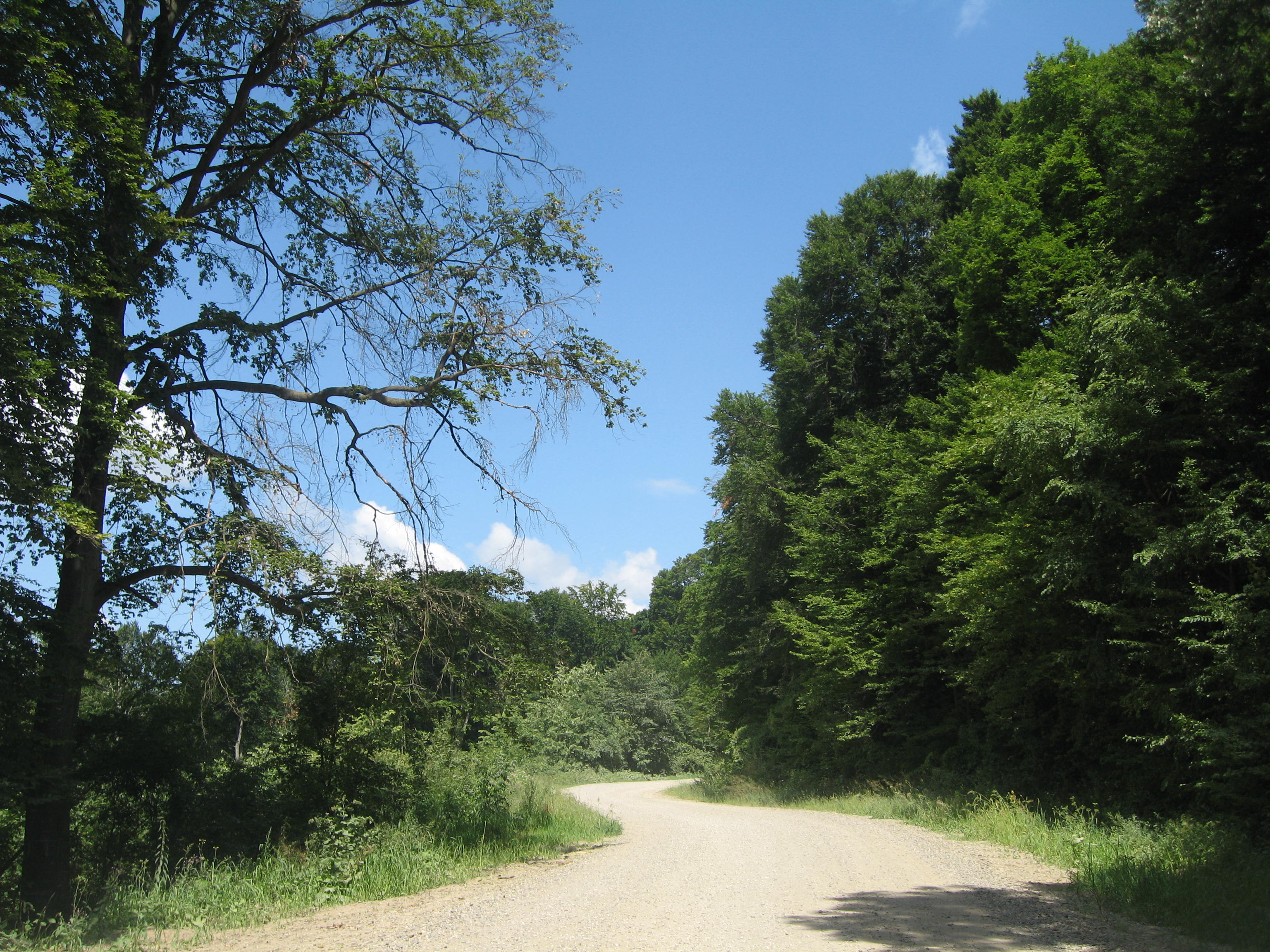
Rezervaţia naturală Pădurea Pietrosu

Lista rezervațiilor naturale din județul Iași cuprinde ariile protejate de interes național (rezervații naturale), aflate pe teritoriul administrativ al județului Iași, declarate prin Legea Nr. 5 din 6 martie 2000 (privind aprobarea Planului de amenajare a teritoriului național - Secțiunea a III-a - arii protejate) și Hotârârea de Guvern Nr.2151 din 30 noiembrie 2004.

## Lista ariilor protejate
Arie naturală declarată monument al naturii
     Rezervație naturală declarată arie protejată prin Hotărârea de Guvern Nr.2151 din 30 noiembrie 2004
     Rezervație naturală declarată arie protejată prin Hotărârea Consiliului Județean Iași Nr.8 din 1994
| Denumirea ariei protejate          | Cod                               | Localizare                                                        | Categorie IUCN | Tip           | Suprafață (ha) | Observații (foto)       |
| ---------------------------------- | --------------------------------- | ----------------------------------------------------------------- | -------------- | ------------- | -------------- | ----------------------- |
| Acumularea Chirița                 | RONPA0574                         | Holboca                                                           | IV             | acvatic       | 78             | Acumularea Chiriţa      |
| Acumularea Pârcovaci               | RONPA0575                         | Hârlău                                                            | IV             | acvatic       | 50             |                         |
| Balta Teiva Vișina                 | RONPA0570                         | Popricani                                                         | IV             | acvatic       | 6,90           |                         |
| Bohotin - Pietrosu                 | RONPA0559                         | Bohotin                                                           | IV             | paleontologic | 0,91           |                         |
| Cotul Sălăgeni                     | RONPA0572                         | Grozești                                                          | IV             | acvatic       | 5,81           |                         |
| Cotul Bran pe Râul Prut            | RONPA0571                         | Bran                                                              | IV             | acvatic       | 10             |                         |
| Fânețele seculare Valea lui David  | RONPA0553                         | Lețcani                                                           | IV             | floristic     | 46,36          | Fâneaţa Valea lui David |
| Făgetul Secular Humosu             | RONPA0554                         | Sirețel                                                           | IV             | forestier     | 73,30          |                         |
| Punctul fosilifer Băiceni          | RONPA0567                         | Cucuteni                                                          | III            | paleontologic | 3,20           |                         |
| Locul fosilifer Dealul Repedea     | RONPA0558                         | Bârnova                                                           | IV             | paleontologic | 5,80           | Rezervaţia Repedea      |
| Lunca Mircești (Vasile Alecsandri) | RONPA0566                         | Mircești                                                          | IV             | forestier     | 26,30          |                         |
| Pârâul Pietrei - Bazga Răducăneni  | RONPA0887                         | Iași                                                              | IV             | paleontologic | 0,5            |                         |
| Prutețul Bălătău                   | RONPA0569                         | Probota                                                           | IV             | acvatic       | 24,89          |                         |
| Poiana cu Schit                    | RONPA0560                         | Grajduri                                                          | IV             | floristic     | 9,50           |                         |
| Pădurea Cătălina-Cotnari           | RONPA0557                         | Cotnari                                                           | IV             | forestier     | 7,60           |                         |
| Pădurea Dancu-Iași                 | RONPA0576                         | Holboca                                                           | IV             | forestier     | 10,80          |                         |
| Pădurea Frumușica                  | RONPA0562                         | Mădârjac                                                          | IV             | forestier     | 97,30          |                         |
| Pădurea Icușeni                    | RONPA0565                         | Victoria                                                          | IV             | forestier     | 11,60          |                         |
| Pădurea Medeleni                   | Arie naturală de interes județean | Golăiești, Victoria                                               | IV             | forestier     | 128            |                         |
| Pădurea Pietrosu                   | RONPA0564                         | Dobrovăț                                                          | IV             | forestier     | 83             | Pădurea Pietrosu        |
| Pădurea Roșcani                    | RONPA0556                         | Trifești                                                          | IV             | forestier     | 34,60          |                         |
| Pădurea Tătăruși                   | RONPA0563                         | Tătăruși                                                          | IV             | forestier     | 49,90          |                         |
| Pădurea Uricani                    | RONPA0555                         | Uricani                                                           | IV             | forestier     | 68             | Pădurea Uricani         |
| Poieni - Cărbunăriei               | RONPA0561                         | Schitu Duca                                                       | IV             | forestier     | 9,20           |                         |
| Rezervația acvatică Râul Prut      | RONPA0573                         | Grozești, Trifești, Probota, Gorban, Prisăcani, Bivolari, Țuțora, | IV             | acvatic       | 4.316          |                         |
| Sărăturile de la Valea Ilenei      | RONPA0568                         | Dumești                                                           | IV             | floristic     | 5,90           |                         |
| Șcheia                             | RONPA0886                         | Șcheia                                                            | IV             | paleontologic | 1              |                         |